# Быковка (Владимирская область)
Быковка — деревня в Вязниковском районе Владимирской области России, входит в состав муниципального образования «Город Вязники».

## География

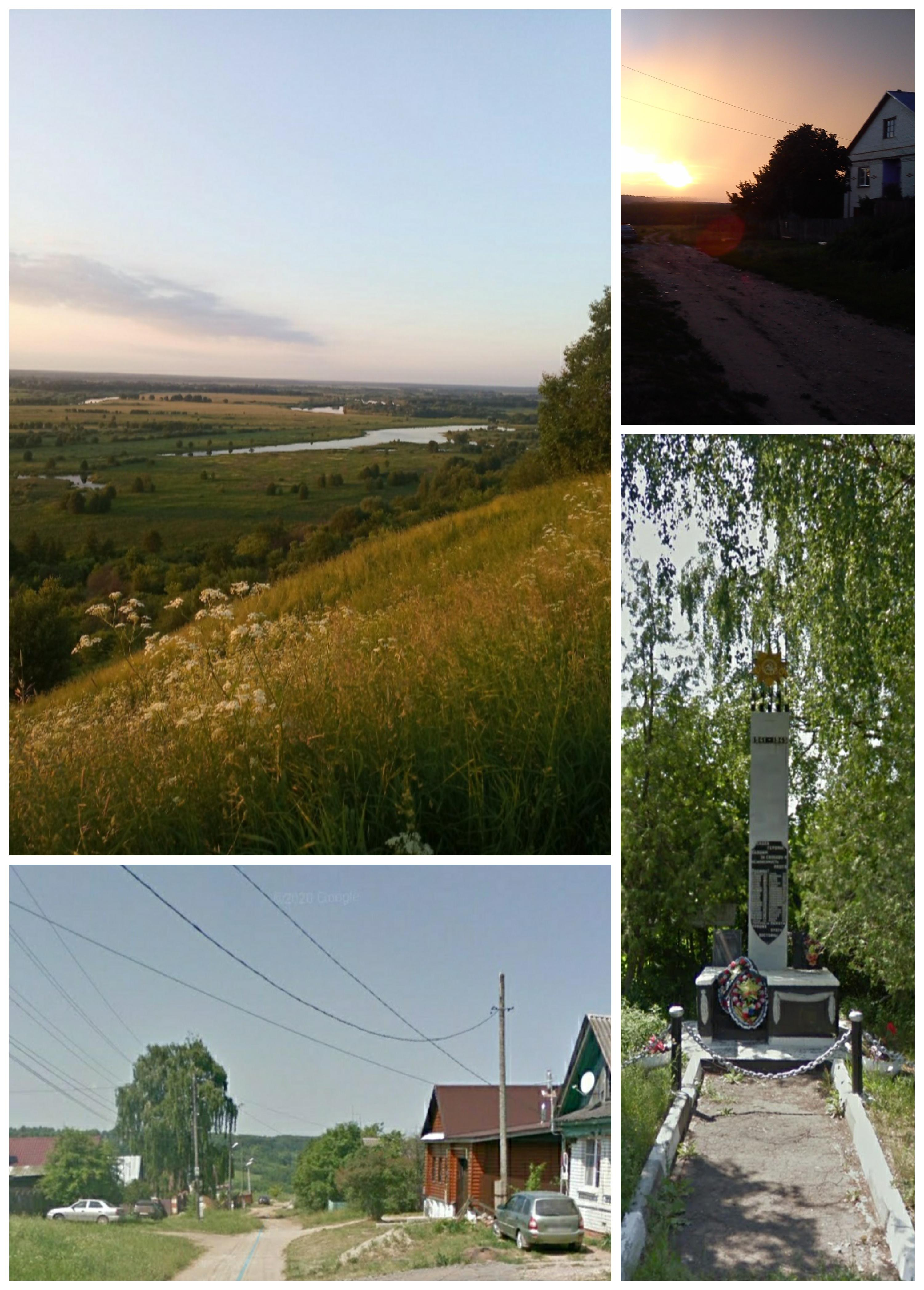
Галерея

Деревня примыкает к северо-западной окраине города Вязники. Расположена в живописном месте на высоком холме,близ деревни находятся озёра: Старица и Быковское.

## Палеонтология
В 2016 году в районе Быковки в отмельных отложениях позднего пермского периода обнаружены многочисленные копролиты, принадлежащие, скорее всего, тероцефалам и протерозухидам. Наличие в образцах вытянутых полых структур, которые могут оказаться остатками волос, означает, что у терапсид присутствовала шерсть уже 252 миллиона лет назад — на 80 миллионов лет раньше, чем у древнейшего обладателя шерсти, известного до этого открытия.

## История
В конце XIX — начале XX века деревня входила в состав Станковской волости Вязниковского уезда, с 1926 года — в составе Вязниковской волости. В 1859 году в деревне числилось 28 дворов, в 1905 году — 20 дворов, в 1926 году — 47 дворов.
С 1929 года деревня входила в состав Больше-Липкинского сельсовета Вязниковского района, с 1940 года — в составе Вязниковского сельсовета, с 1949 года — в составе Коурковского сельсовета, с 1986 года — в составе Чудиновского сельсовета, с 2005 года — в составе муниципального образования «Город Вязники».

## Население
| 1859 | 1905 | 1926 | 2002 | 2010 | 2021 |
| ---- | ---- | ---- | ---- | ---- | ---- |
| 184  | ↘141 | ↗280 | ↘166 | ↘152 | ↗167 |